# Isachne veldkampii
Isachne veldkampii är en gräsart som beskrevs av K.G.Bhat och Nagendran. Isachne veldkampii ingår i släktet Isachne och familjen gräs. IUCN kategoriserar arten globalt som akut hotad. Inga underarter finns listade i Catalogue of Life.